# آلیشیا گلدن
آلیشیا گلدن (انگلیسی: Alicia Gladden; ۲۸ مهٔ ۱۹۸۵ – ۱۹ آوریل ۲۰۱۳) بازیکن بسکتبال اهل ایالات متحده آمریکا بود.